# Kosovare Asllani
Kosovare Asllani és una davantera de futbol amb 80 internacionalitats des del 2008 per Suècia, amb la qual va arribar a les semifinals de l'Eurocopa en 2013. També ha jugat el Mundial i els Jocs Olímpics.
Amb el PSG ha estat subcampiona de la Lliga de Campions (2014/15).

## Trajectòria
| Temporades         | Lliga              | Club                | P  | G  | Actualitzat |
| ------------------ | ------------------ | ------------------- | -- | -- | ----------- |
| 2007 - 2011        | D1                 | Linköpings FC       | 63 | 28 |             |
| 2010               | Prof.              | Chicago Red Stars   | 13 | 02 |             |
| 2012               | D1                 | Kristianstads DFF   | 15 | 07 |             |
| 12/13 - 15/16      | D1                 | Paris Saint-Germain | 59 | 39 |             |
| 2016 - act.        | D1                 | Manchester City     | 11 | 01 | 10/02/2017  |
|                    |                    |                     |    |    |             |
| 2008 - act.        | Selecció absoluta  | Selecció absoluta   | 94 | 25 | 24/01/2017  |
| Torneig            | Torneig            | Resultat            | P  | G  |             |
| Eurocopa 2009      | Eurocopa 2009      | Quarts de final     | 04 | 01 |             |
| Jocs Olímpics 2012 | Jocs Olímpics 2012 | Quarts de final     | 04 | 0  |             |
| Eurocopa 2013      | Eurocopa 2013      | Semifinals          | 05 | 01 |             |
| Mundial 2015       | Mundial 2015       | Vuitens de final    | 03 | 0  |             |
| Jocs Olímpics 2016 | Jocs Olímpics 2016 | Subcampionat        | 06 | 0  |             |

## Palmarès
| Títols — Seleccions nacionals            |      |      |
|                                          |      |      |
| Títols — Clubs                           |      |      |
| 1 Lliga                                  | 2009 |      |
| 2 Copes                                  | 2008 | 2009 |
| 1 Supercopa                              | 2008 |      |
| 1 Lliga                                  | 2016 |      |
| 1 Copa de la Lliga                       | 2016 |      |
| Reconeixements — Premis                  |      |      |
|                                          |      |      |
| Reconeixements — Seleccions de jugadores |      |      |
|                                          |      |      |